# Open Loops
Open Loops is een soloproject van de Nederlandse hiphopartiest Pete Philly. Sinds 4 oktober 2010 plaatste hij drieënhalve maand lang wekelijks een muziekvideo op YouTube. Daarnaast bood hij de liedjes als gratis muziekdownloads aan op zijn website. De titel 'Open Loops' verwijst naar gedachten die blijven rondmalen voor er iets mee gedaan wordt. Hij nam de muziek op terwijl hij aan zijn eerste soloalbum (getiteld One) werkte.

## Tracklist
| Nr. | Titel                                   | Duur |
| --- | --------------------------------------- | ---- |
| 1.  | Encore Une Fois                         | 4:18 |
| 2.  | Free                                    | 3:47 |
| 3.  | Changing                                | 3:17 |
| 4.  | Non a Dem (met Ziggi Recado)            | 3:44 |
| 5.  | Remember You (met Roos Jonker)          | 4:10 |
| 6.  | Movin' On                               | 4:53 |
| 7.  | Us (met Collective Efforts)             | 4:47 |
| 8.  | Mirror                                  | 2:20 |
| 9.  | R Hood                                  | 2:47 |
| 10. | Truth Be Told                           | 3:29 |
| 11. | Girls Wonderful (met Rockattack Ten)    | 3:25 |
| 12. | Honesty                                 | 2:52 |
| 13. | Movin' On (met Benjamin Herman Quartet) | 6:29 |
| 14. | Changing (SirOJ RMX)                    |      |